# Love You Live
Love You Live je živé dvojalbum kapely The Rolling Stones vydané v roce 1977. Nahrávky obsažené na albu byly nahrány při americkém turné kapely v létě 1975, při evropském turné v roce 1976 a při vystoupeních v Torontu v roce 1977. Jde o třetí živé album, které The Rolling Stones vydali.

## Seznam skladeb
Autory jsou Mick Jagger a Keith Richards, pokud není uvedeno jinak.

### Disk 1
Všechny skladby byly nahrány v Paříži 6. a 7. června 1976, pokud není uvedeno jinak.
1. "Intro: Excerpt From 'Fanfare for the Common Man'" (Aaron Copland) – 1:24
2. "Honky Tonk Women" – 3:19
3. "If You Can't Rock Me"/"Get off of My Cloud" – 5:00 [Nahráno v Earl's Court, Londýn, 22. května 1976]
4. "Happy" – 2:55
5. "Hot Stuff" – 4:35
6. "Star Star" – 4:10
7. "Tumbling Dice" – 4:00
8. "Fingerprint File" – 5:17 [ Nahráno v Torontu v Kanadě, 17. června 1975]
9. "You Gotta Move" (Fred McDowell/Rev. Gary Davis) – 4:19
10. "You Can't Always Get What You Want" – 7:42

### Disk 2
1. "Mannish Boy" (Ellas McDaniel/McKinley Morganfield/Mel London) – 6:28
2. "Crackin' Up" (Ellas McDaniel) – 5:40
3. "Little Red Rooster" (Willie Dixon) – 4:39
4. "Around and Around" (Chuck Berry) – 4:09
  - Čtyři výše zmíněné písně byly nahrány v klubu El Mocambo v Torontu v Kanadě 4. a 5. března 1977
5. "It's Only Rock'n Roll (But I Like It)" – 4:31 [Nahráno v Torontu, 17. června 1975]
6. "Brown Sugar" – 3:11
7. "Jumpin' Jack Flash" – 4:03
8. "Sympathy for the Devil" – 7:51 [Nahráno v Los Angeles, 9. července 1975]

## Žebříčky
Album
| Rok       | Žebříček                                  | Pozice |
| --------- | ----------------------------------------- | ------ |
| 1977      | UK Top 60 Albums                          | 3      |
| 1977 1978 | Billboard Pop Albums Billboard Pop Albums | 5 106  |